# Internațional Curtea de Argeș
Internațional Curtea de Argeș is een Roemeense voetbalclub uit Curtea de Argeș.
De club werd in 2000 opgericht als Internațional Pitești en speelde in Pitești op het tweede en derde niveau. In 2005 werd de licentie op het tweede niveau verkocht aan Astra Ploiești en de club speelde twee jaar niet. In 2007 werd de club heropgericht en ging onder de huidige naam spelen in Curtea de Argeș. In het seizoen 2008/09 werd de club tweede in de Liga 2 en promoveerde voor het eerst naar de Liga 1. De club werd twaalfde, maar moest zich terugtrekken voor het volgende seizoen omdat sponsor Ion Lazăr zich terugtrok.